# Johan Falk: National Target
Johan Falk: National Target, es una película de acción estrenada el 7 de octubre de 2009 dirigida por Richard Holm. La película es la sexta entrega de la franquicia y forma parte de las películas de Johan Falk.
La película fue estrenada el mismo día que la séptima entrega de la franquicia Johan Falk: Leo Gaut.

## Historia
El oficial Johan Falk y el equipo del GSI persiguen a un traficante de drogas estonio Mr. K, por otro lado Wagner tiene sus propias razones para capturar a K.

## Personajes

### Personajes principales
| Actor               | Personaje                | Ocupación                |
| ------------------- | ------------------------ | ------------------------ |
| Jakob Eklund        | Johan Falk               | Oficial de la Unidad GSI |
| Joel Kinnaman       | Frank Wagner             | Informante / Infiltrado  |
| Jens Hultén         | Seth Rydell              | Gánster                  |
| Meliz Karlge        | Sophie Nordh             | Oficial de la Unidad GSI |
| Mikael Tornving     | Patrik Agrell            | Jefe de la Unidad GSI    |
| Anastasios Soulis   | Felix Rydell             | -                        |
| Henrik Norlén       | Lasse Karlsson           | -                        |
| Samuli Edelmann     | Mikhael "Mr. K" Stukalov | Criminal                 |
| Jacqueline Ramel    | Anja Månsdottir          | Detective Inspectora     |
| André Sjöberg       | Dick Jörgensen           | Oficial de la Unidad GSI |
| Ruth Vega Fernandez | Marie Lindell            | -                        |
| Max Lapitskij       | Pieter Ivanov            | -                        |
| Lars G. Svensson    | Lennart Jägerström       | -                        |

### Personajes secundarios
| Actor                   | Personaje        | Ocupación                             |
| ----------------------- | ---------------- | ------------------------------------- |
| Christian Brandin       | Conny Lloyd      | Gánster / Miembro de la Banda de Seth |
| Anders Gustavsson       | Victor Eriksen   | Gánster / Miembro de la Banda de Seth |
| Erik Lundin             | Macke G:sson     | Gánster / Miembro de la Banda de Seth |
| Zeljko Santrac          | Matte            | Oficial de la Unidad GSI              |
| Fredrik Dolk            | Peter Kroon      | Detective Inspector                   |
| Marie Richardson        | Helén Andersson  | -                                     |
| Marko Matvere           | Raivo            | -                                     |
| Jovan Siladji           | Gnistan Wedberg  | -                                     |
| Ian Matthews            | Andrus           | -                                     |
| Robin Stegmar           | Tändstickan      | -                                     |
| Roy Hansson             | Kenneth Alm      | -                                     |
| Hanna Ullerstam         | Ann-Louise Rojas | -                                     |
| Isidor Alcaide Backlund | Ola Falk         | Hijo de Johan y Helén                 |
| Leon Lydänge            | Kalle Wagner     | Hijo de Frank y Marie                 |
| Liv Skoglund-Levin      | Signe Agrell     | Hija de Patrick                       |
| Claas Domeyer           | -                | Oficial de Policía Alemán             |
| Hans Domeyer            | -                | Oficial de Policía Alemán             |
| Jonte Eriksson          | -                | Gánster Alemán                        |
| Thomas Tuddenham        | -                | Gánster Alemán                        |
| Gabriela Ferrero        | -                | Acompañante                           |
| Elisabeth Parisi        | -                | Acompañante                           |
| Jasmine Holmberg        | -                | Acompañante                           |
| Cecilia Runesson        | -                | Vendedora                             |
| Carl Peter Carlsson     | -                | Oficial de Policía                    |
| Måns Ellmark            | -                | Oficial del Equipo SWAT               |

## Producción
La película fue dirigida por Richard Holm, escrita por Björn Carlström, con el apoyo de Anders Nilsson y Joakim Hansson en la idea, concepto y personajes.
Producida por Joakim Hansson, con la participación de los ejecutivos Klaus Bassiner, Tomas Eskilsson, Lone Korslund, Claudia Schröder, Åsa Sjöberg, Henrik Stenlund y el productor de línea Marcus Björkman. 
La edición estuvo a cargo de Sofía Lindgren.
La música estuvo bajo el cargo de Bengt Nilsson, mientras que la cinematografía en manos de Jens Jansson. 
Filmada en Gotemburgo, Västra Götalands län, en Suecia y en Bremen, Alemania.
La película fue estrenada el 7 de octubre de 2009 en con una duración de 1 hora con 35 minutos en Suecia.	

### Emisión en otros países
| País     | Título                                       | Fecha de Estreno        |
| -------- | -------------------------------------------- | ----------------------- |
| Alemania | GSI - Spezialeinheit Göteborg: Im Fadenkreuz | 20 de noviembre de 2009 |
| Hungría  | Johan Falk: Kiemelt célpont                  | -                       |